# Palaeotherium
Genre
Palaeotherium (« vieille bête ») est un genre fossile  de périssodactyle primitif de la sous-famille fossile des Palaeotheriinae dans la famille des Palaeotheriidae.

## Historique
Le genre Palaeotherium est décrit en 1804 par le paléontologue français Georges Cuvier,.

### Fossiles
Selon Paleobiology Database en 2025, le nombre de collections référencées de fossiles est de cent-deux. Ces collections sont du Lutétien de l'Éocène au Rupélien l'Oligocène inférieur, c'est-à-dire datent de 47,8 à 28,4 Ma avant notre ère.

### Répartition
Ces collections européennes viennent de sept pays, cinquante-deux collections de France, vingt d'Allemagne, neuf d'Espagne, une de Grèce, une du Portugal, sept de Suisse, dix-sept du Royaume-Uni.

## Description

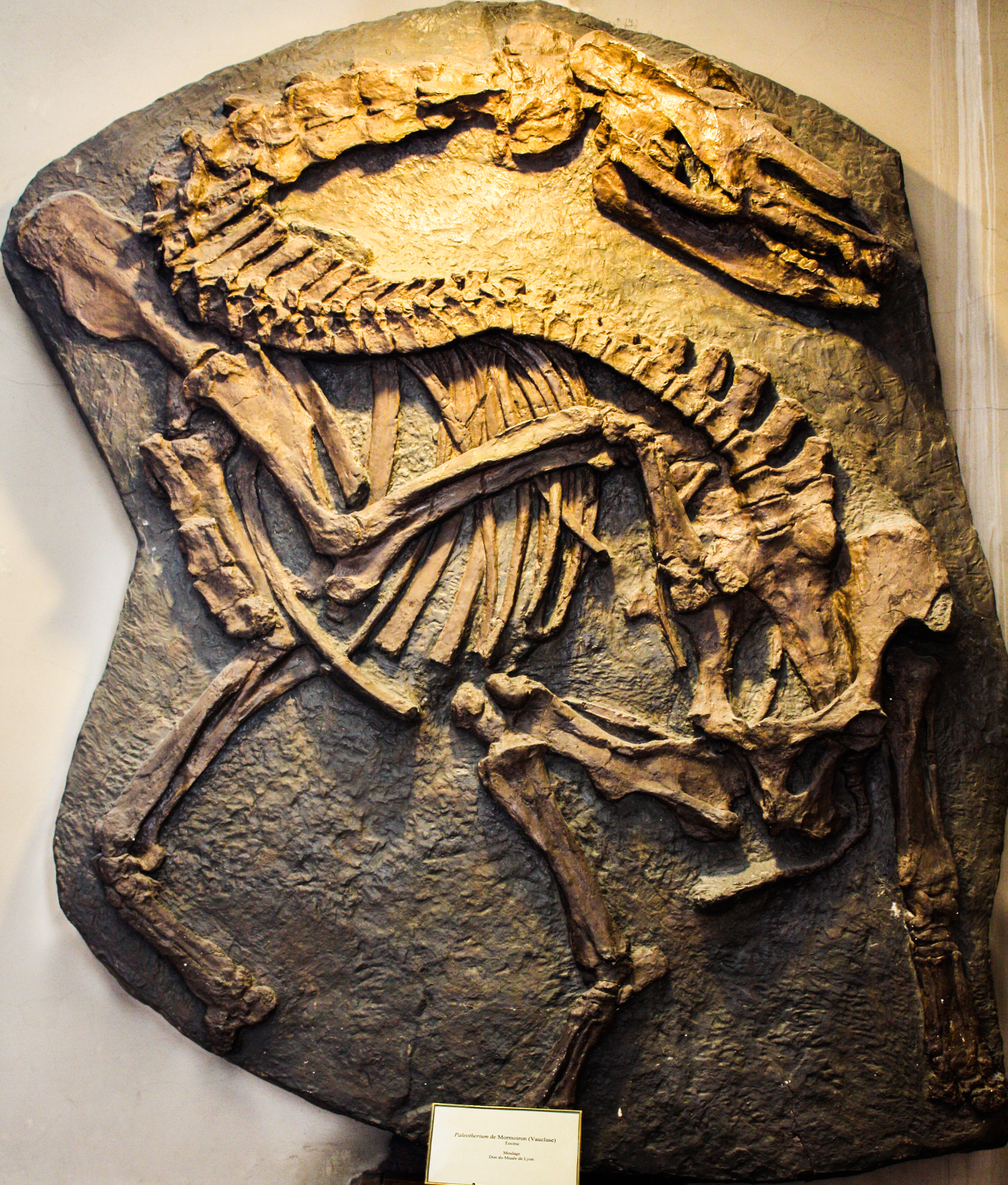
Moulage d'un squelette de P. magnum exposé dans la Galerie de Paléontologie et d'Anatomie comparée, Paris.

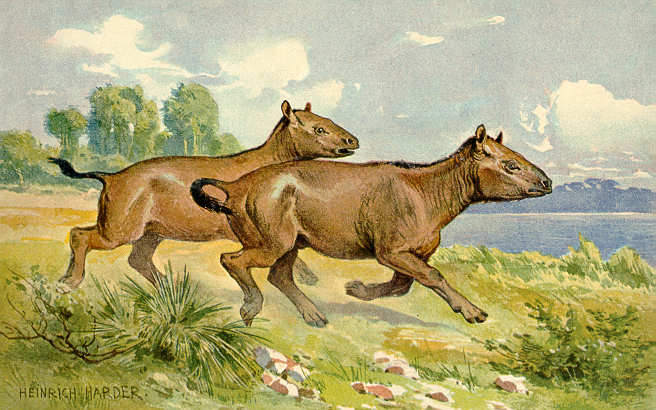
Reconstitution par Heinrich Harder (vers 1920).

Georges Cuvier l'a décrit comme une sorte de tapir et c'est donc ainsi qu'il a été traditionnellement reconstitué. Les ré-examens récents des crânes montrent que sa cavité nasale n'était pas conçue pour soutenir une trompe. D'autres études anatomiques récentes suggèrent aussi que Palaeotherium, ainsi que d'autres genres de palaeotheridés comme Hyracotherium, étaient étroitement apparentés aux chevaux.
Les espèces moyennes de Palaeotherium mesuraient environ 75 cm au garrot et vivaient dans les forêts tropicales couvrant l'Europe il y a 45 millions d'années, dans la première moitié de l'Éocène. La plus grande espèce, P. magnum de l'Éocène moyen de la France, était presque aussi grande qu'un cheval. Les premiers fossiles de Palaeotherium furent trouvés près de Paris, dans les gypses de Montmartre et des Buttes Chaumont.

## Liste d'espèces
Selon Paleobiology Database en 2025, les espèces sont au nombre de vingt-et-une :
- †Palaeotherium cartieri Stehlin, 1904. avec cinq collections référencées de fossiles
- †Palaeotherium castrense Noulet, 1863 avec huit collections référencées de fossiles
- †Palaeotherium crassum Cuvier, 1805 avec trois collections référencées de fossiles
- †Palaeotherium crusafonti Cassanovas-Cladellas, 1975 sans collection référencée de fossiles
- †Palaeotherium curtum Cuvier, 1812 avec six collections référencées de fossiles
- †Palaeotherium duvali Pomel, 1853 avec quatre collections référencées de fossiles
- †Palaeotherium eocaenum Gervais, 1875 avec trois collections référencées de fossiles
- †Palaeotherium giganteum Cuesta, 1993 avec une seule collection référencée de fossiles
- †Palaeotherium isselanum Cuvier, 1824 avec vingt-quatre collections référencées de fossiles
- †Palaeotherium lautricense Stehlin, 1904 avec six collections référencées de fossiles
- †Palaeotherium magnum Cuvier, 1804 avec treize collections référencées de fossiles
- †Palaeotherium maximum Leidy, 1852 sans collection référencée de fossiles
- †Palaeotherium medium Cuvier, 1804 avec onze collections référencées de fossiles
- †Palaeotherium minus Cuvier, 1804 sans collection référencée de fossiles
- †Palaeotherium muehlbergi Stehlin, 1904 avec sept collections référencées de fossiles
- †Palaeotherium pomeli Franzen, 1968 avec sept collections référencées de fossiles
- †Palaeotherium renevieri Stehlin, 1904 sans collection référencée de fossiles
- †Palaeotherium robustum Franzen, 1968 avec une seule collection référencée de fossiles
- †Palaeotherium ruetimeyeri Franzen, 1968 avec six collections référencées de fossiles
- †Palaeotherium siderolithicum Pictet & Humbert, 1869 avec dix-neuf collections référencées de fossiles
- †Palaeotherium tapiroides Cuvier, 1812 avec trois collections référencées de fossiles[2].

## Description

### Crâne
Les Palaeotheriidae se distinguent des autres périssodactyles principalement par les caractéristiques du crâne. Par exemple, les orbites sont généralement largement ouvertes vers l’arrière et sont situées au milieu du crâne ou légèrement plus en avant. Les os nasaux des paléothères sont épais à très épais. Palaeotherium lui-même est caractérisé par plusieurs traits crâniens qui le distinguent des autres genres de paléothères, tels qu'un processus zygomatique allongé de l' os squamosal s'étendant jusqu'au maxillaire et la présence d'une anastomose (connexion anatomique entre deux passages) à peu près au niveau de l' os sphénoïde et des développements musculaires temporaux proéminents. La longueur de la base de la calvaria varie de 150 mm (5,9 pouces) à 520 mm (20 pouces) selon l'espèce.
Les proportions de hauteur et de poids du crâne de Palaeotherium sont à peu près équivalentes à celles des autres taxons de la famille des Equoidea ; les membres de la superfamille ont des zones faciales antérieures relativement raccourcies. Le sommet du crâne culmine à l'extrémité arrière, bien que cela ne soit pas observé chez P. lautricense . La crête sagittale peut être proéminente et son développement dépend de l'âge et du sexe de l'individu. En comparaison avec d'autres équoïdes où la largeur maximale du crâne s'étend au-dessus de la racine avant des arcades zygomatiques parallèles, celles de Palaeotherium et de la plupart des autres paléothères (à l'exception de Leptolophus ) s'étendent jusqu'à l'articulation de l'os squamosal et de la mandibule. L'orbite du crâne de Palaeotherium, contrairement à celle des autres équoïdes, est proportionnellement plus petite et située quelque peu en avant de la longueur médiane du crâne, ce dernier trait pouvant être encore étendu dans le cas de P. medium . Comme chez d'autres équoïdes paléogènes, le bord avant de l'orbite est aligné avec M 1 ou M 2 tandis que la zone arrière est large. Contrairement à la plupart des autres paléothères, son ouverture nasale s'étend jusqu'à la dent P 3 au minimum ou jusqu'au bord avant de l'orbite au-dessus de M 3 dans le cas de P. magnum . Bien que les formes et les proportions des os nasaux varient selon les espèces, elles s'étendent au-delà de P 1 chez les adultes et parfois même chez les canins comme chez les équidés . Les fosses temporales sont grandes mais varient en proportion. La voûte crânienne est large, bombée et plus large que l'ensemble du crâne.
La branche horizontale de la mandibule est généralement épaisse et haute, avec une symphyse mandibulaire allongée. Toutefois, la largeur et la forme de sa partie inférieure varient selon les espèces. Elle est large à l'avant comme à l'arrière, mais reste relativement basse comparée à celle des équidés. Chez Palaeotherium, l’articulation temporo-mandibulaire (entre l’os squamosal et la mandibule) est positionnée plus bas que chez Plagiolophus et Leptolophus. Le processus angulaire — situé au-dessus de l’angle de la mandibule — est limité dans son extension par la encoche mandibulaire, mais reste bien développé vers l’arrière, comme on l'observe également chez les équidés du Paléogène.

### Dentition

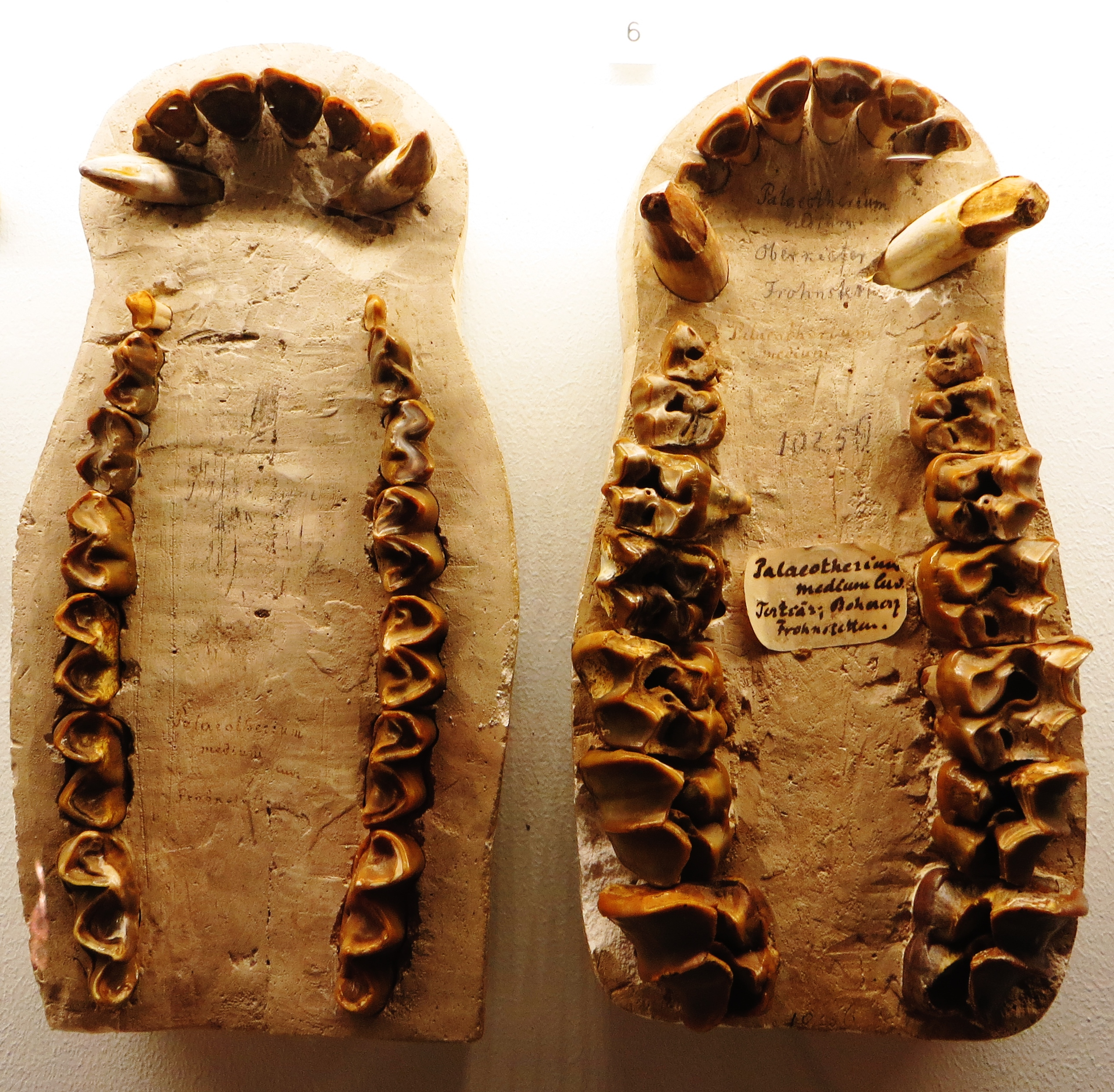
Dentition de P. muehlbergi, Collection paléontologique de l' Université de Tübingen

Les paléothères dérivés sont généralement diagnostiqués comme ayant des molaires supérieures sélénolophodontes (forme de crête sélénodonte - lophodonte ) (M/m) et des molaires inférieures sélénodontes (forme de crête en forme de croissant) qui sont de hauteur mésodonte, ou à couronne moyenne. Les canines (C/c) sont fortement saillantes et séparées des prémolaires (P/p) par des diastèmes (espaces entre deux dents proches) moyens à longs et des incisives (I/i) par des diastèmes courts aussi bien dans la dentition supérieure que inférieure. Les autres dents sont étroitement appariées les unes aux autres dans les rangées supérieure et inférieure. 
Les incisives sont en forme de pelle et, comme chez les chevaux modernes, servent à mâcher à angle droit par rapport à leurs axes longitudinaux. Ils n'ont pas de fonction de coupe mais sont plutôt utilisés pour saisir les aliments, de la même manière que les pinces saisissent les objets. Les canines sont proportionnellement grandes et en forme de poignard. Ils n'étaient probablement pas utilisés pour couper ou mâcher étant donné leur orientation, mais ils ont peut-être été utilisés pour l'autodéfense et les combats entre congénères. La diminution de la longueur du diastème post-canin chez Palaeotherium et la sous-famille des équidés Anchitheriinae peut être corrélée à une augmentation de la taille corporelle. Cette tendance peut être due à la nécessité d’améliorer les performances de mastication par la molarisation et l’augmentation proportionnelle de la taille des prémolaires. Les diastèmes post-canins sont fortement réduits chez les espèces anciennent telles que P. castrense ; chez les espèces plus récentes, ils varient de petits ( P. crassum, P. curtum ) à grands ( P. medium, P. magnum ). La séparation des dents jugales des incisives et des canines témoigne de leurs fonctions masticatoires indépendantes et spécifiques.
En somme, la structure dentaire de Palaeotherium reflète une spécialisation progressive des dents selon leur fonction, combinant des incisives adaptées à la préhension, des canines possiblement utilisées pour la défense, et une évolution du diastème et des prémolaires visant à optimiser la mastication, en réponse à des changements de régime alimentaire et de taille corporelle.
Les prémolaires et les dents temporaires précédentes ont toutes deux tendance à avoir des formes molarisées (c'est-à-dire des formes semblables à des molaires) et à présenter des cuspides hypoconiques nouvellement développées. Les formes des prémolaires décidues (dP) des jeunes Palaeotherium et d'autres paléotheriinés les distinguent des pachynolophines plus anciens, où les dP 2 -dP 4 des jeunes P. renevieri et P. magnum sont tous deux molaires et à quatre cuspides (bien que le dP 1 soit triangulaire). Les espèces de Palaeotherium de l'Éocène tardif ont tendance à avoir davantage de prémolaires molariformes. Les prémolaires non molaires sont composées de quatre à cinq cuspides (une à deux externes, deux intermédiaires et une interne) tandis que les prémolaires et molaires molaires ont six cuspides (deux externes, deux intermédiaires et deux internes). Les molaires supérieures sont moyennement couronnées (plus courtes que celles des équidés modernes) et présentent des ectolophes (crêtes ou crêtes des dents des molaires supérieures) qui sont environ deux fois plus hautes que les cuspides internes et se courbent en forme de W. Les ectolophes en forme de W sont eux-mêmes constitués de deux croissants articulés. Les prémolaires et les molaires inférieures molaires sont environ deux fois moins larges que leurs homologues supérieures. La cuspide mésostyle (un type de petite cuspide) présente dans les molaires s'épaissit de M 1 à M 3 . Les lobes linguaux (ou divisions) des molaires supérieures sont étroitement alignés avec les ectolophes. 

### squelette postcrânien

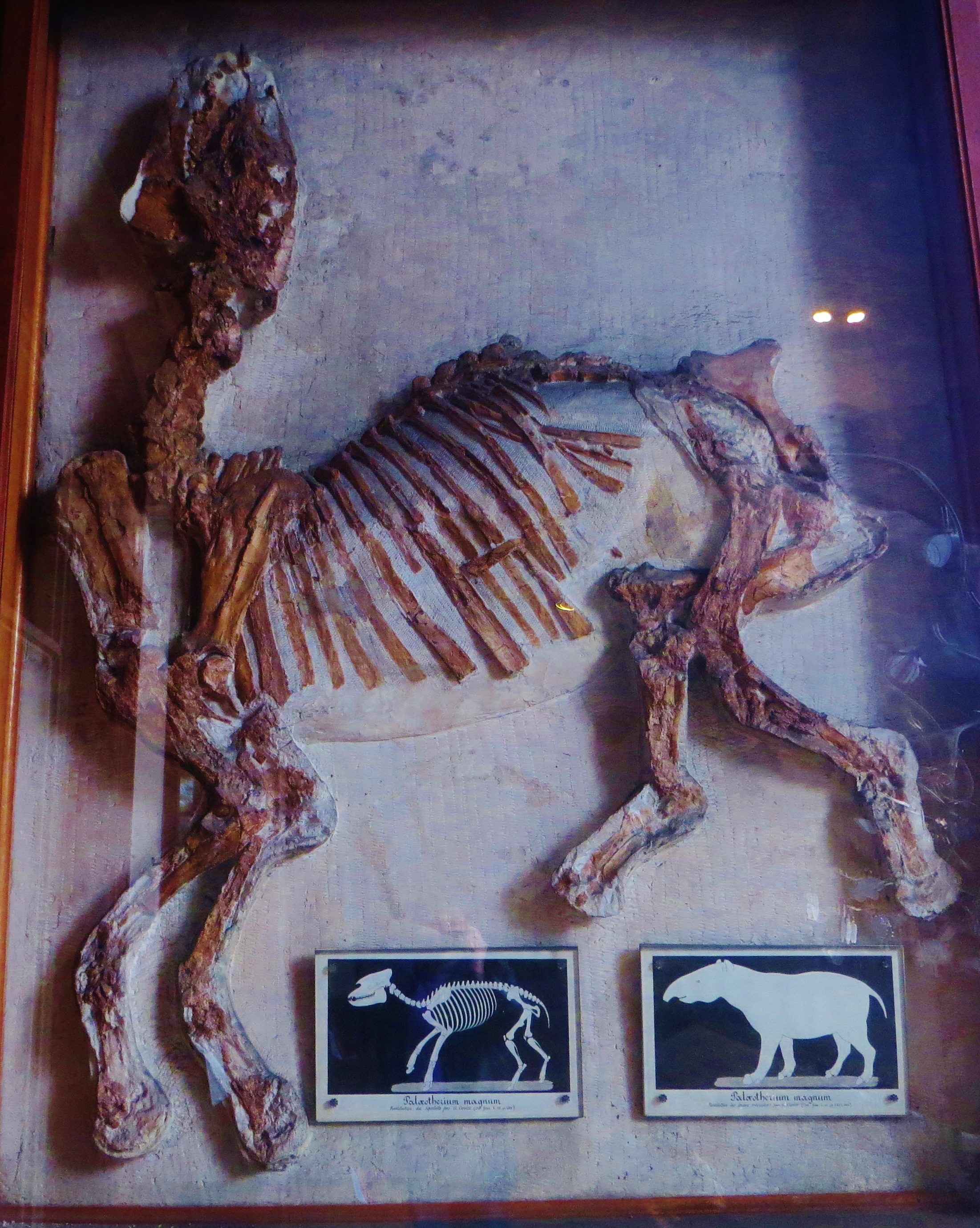
Squelette de P. magnum de Vitry-sur-Seine, NMNH, France

L'anatomie post-crânienne globale de Palaeotherium est mieux connue à partir d'un squelette de P. magnum découvert à Mormoiron. La colonne vertébrale est composée de sept grandes vertèbres cervicales, dix-sept vertèbres thoraciques, six vertèbres lombaires, six vertèbres sacrées et quinze vertèbres caudales. Les vertèbres cervicales, comprenant le cou, mesurent 65 cm (26 pouces) de long tandis que les vertèbres caudales, comprenant la queue, mesurent 35 cm (14 pouces) long. Le sacrum est triangulaire et semblable à celui des équidés, mais il est légèrement plus large dans sa partie antérieure. P. magnum aurait eu un total de trente-quatre côtes en fonction du nombre total de vertèbres thoraciques. Comme chez les équidés, les côtes antérieures sont fortes et aplaties. La partie arrière du thorax aurait été plus large que chez les chevaux et à peu près comparable à celle des tapirs et des rhinocéros, mais n'était pas aussi longue que celle de ces derniers. Les côtes sont séparées du sternum, qui a à peu près la même taille que le thorax.
P. magnum possède généralement des os des membres solides et trapus. Les fémurs (os supérieurs de la cuisse) de P. crassum et P. medium, en comparaison, sont moins robustes. Palaeotherium a une trochlée de l'astragale plus droite et moins concave que Plagiolophus. Le calcanéum est de forme semi-rectangulaire mais légèrement plus large à son extrémité arrière. L' os cuboïde est haut et étroit, semblable à celui d' Anchitherium.
La plupart des espèces de Palaeotherium ont des membres postérieurs et antérieurs tridactyles (à trois doigts), contrairement aux paléothères antérieurs qui ont des membres antérieurs tétradactyles (à quatre doigts) et des membres postérieurs tridactyles. P. eocaenum aurait pu avoir un membre antérieur tétradactyle, comme l'indique un manuscrit qui lui a été provisoirement attribué. Palaeotherium diffère de Plagiolophus par ses carpes longs et étroits et par ses os métacarpiens, qui sont proches en longueur les uns des autres et se développent en larges phalanges unguéales. La morphologie du pied tridactyle, avec les trois doigts fonctionnels, suggère une locomotion digitigrade.
Palaeotherium présente une quantité exceptionnelle de variation dans la forme de son troisième métacarpien et dans les dimensions de sa main. P. curtum possède des os des membres antérieurs très robustes, notamment une main courte et trapue, ce qui suggère qu'il était trapu. P. magnum et P. crassum ressemblent aux tapirs, en particulier au tapir de montagne ( Tapirus pinchaque ), par la constitution de leurs membres antérieurs. P. magnum a des rayons et des métacarpes moins fins que ceux de P. crassum et est donc comparable à ceux des tapirs modernes. P. medium, avec Plagiolophus, semble être les paléothères les plus curseurs en raison de leurs métacarpiens allongés et graciles. P. medium a une morphologie de pied plus unique par rapport aux autres espèces de Palaeotherium en raison de pieds plus étroits et plus hauts et d'os métapodiaux plus longs. Les adaptations curvilignes de P. medium sont en outre confirmées par la morphologie de l' humérus. L' os métatarsien moyen est plus grand et plus robuste que les autres. Le quatrième orteil de P. magnum apparaît légèrement arqué et est légèrement plus long que le deuxième orteil.

### Empreintes de pas

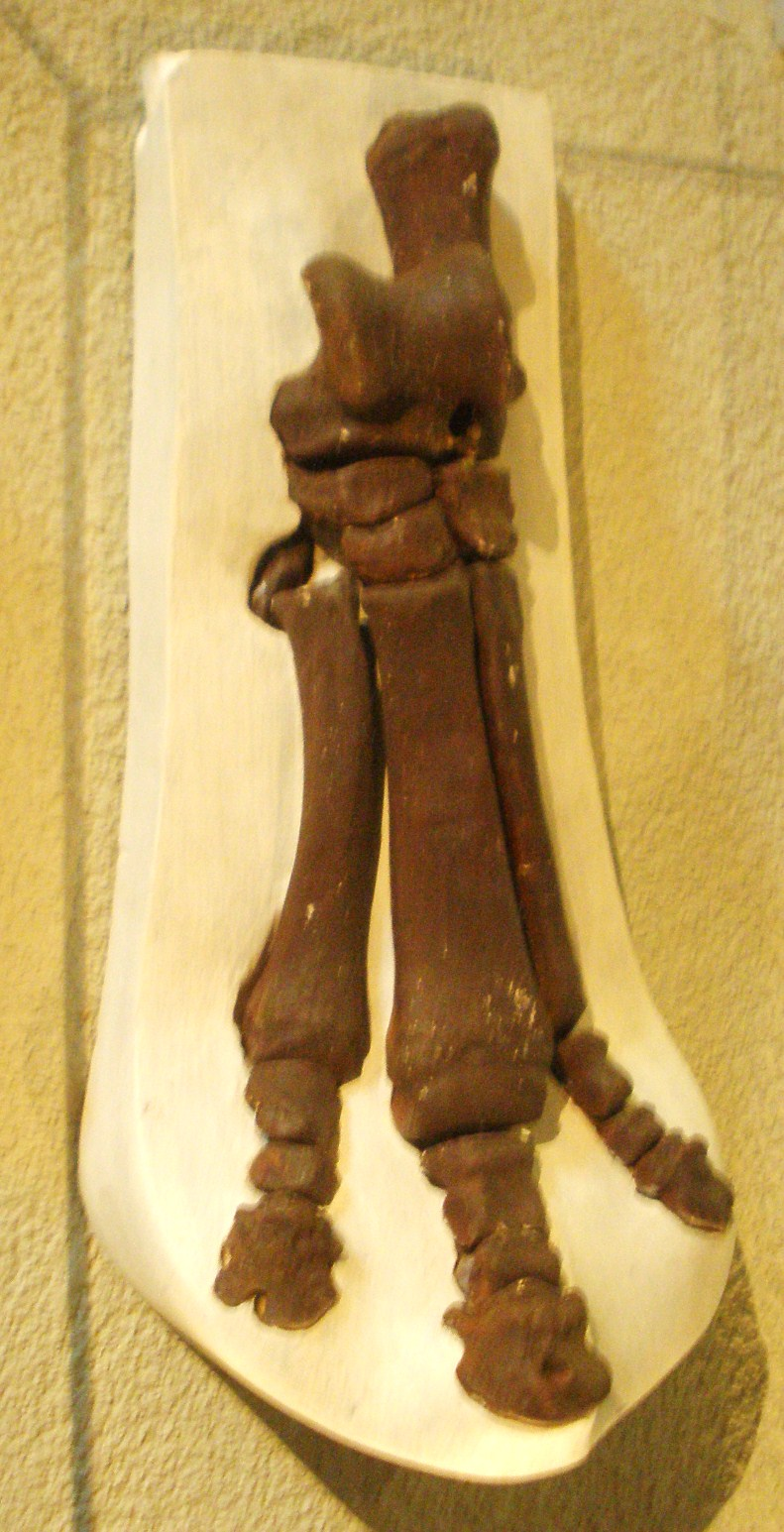
Pied avant de P. crassum, Centre de Biodiversité Naturalis

Plusieurs types de traces ont été suggérés comme appartenant à Palaeotherium, parmi lesquels l' ichnogenre Palaeotheriipus qui a été nommé par le paléontologue Paul Ellenberger en 1980 sur la base de traces provenant de calcaires lacustres du département du Gard en France. Ellenberger a suggéré que l'ichnogenre correspond le plus étroitement à P. medium ou P. cf. crassum. L'ichnogenre est diagnostiqué comme une empreinte très courte et tridactyle dans laquelle les chiffres extérieurs (II et IV) sont peu profonds, le chiffre du milieu (chiffre III) est plus profondément imprimé. Il diffère d'un autre ichnogenre paléothère, Plagiolophustipus, dont on a suggéré qu'il avait été fabriqué par Plagiolophus, par la présence d'empreintes digitales plus petites et plus larges. Lophiopus, probablement produit par Lophiodon, diffère par des empreintes de doigts plus petites et plus largement espacées, tandis que Rhinoceripeda, attribué aux Rhinocerotidae, est une empreinte de forme ovale avec trois ou cinq doigts. Palaeotheriipus est connu à la fois de la France et de l'Iran, tandis que Plagiolophustipus est actuellement connu de l'Espagne.
Deux ichnoespèces de Palaeotheriipus ont été nommées. L'ichnoespèce type est Palaeotheriipus similimedius et est basée sur le matériel français. Ces empreintes sont plus larges ( 140 mm (5,5 pouces) ) que long ( 115 mm (4,5 pouces) ), avec des doigts qui divergent largement les uns des autres à des angles d'au moins 50°. Le sabot du doigt III semble plus large que ceux des orteils externes. Ellenberger a suggéré que l'ichnoespèce correspond le plus étroitement à P. medium euzetense ou P. medium perrealense,. Une deuxième ichnoespèce, P. sarjeanti, a été décrite dans l'est de l'Iran et ouvre la possibilité que les paléothères aient pu s'étendre géographiquement dans la région à l'Éocène moyen ou tardif. Il a été nommé en l'honneur de l' ichnologue William AS Sarjeant et est diagnostiqué comme présentant un doigt central relativement rond qui est plus large et plus long que les doigts extérieurs. La main est moins allongée que le pied. Des empreintes supplémentaires provenant du bassin d'Apt-Forcalquier en France, datées de l'Éocène moyen et décrites par G. Bessonat et al. en 1969, sont considérées comme étant plus grandes que les empreintes de P. similimedius . Il a été suggéré qu'ils seraient produits par l'espèce P. magnum.

### Taille

Comparaisons de la taille estimée des espèces de Palaeotherium basées sur des spécimens fossiles connus

Palaeotherium comprend des espèces de différentes tailles dont la longueur de la base du crâne varie de 150 à 520 mm (5,9 à 20,5 pouces) . La longueur de la rangée de dents de P 2 à M 3 varie de 64 mm (2,5 pouces) chez la plus petite espèce, P. lautricense, jusqu'à 217 mm (8,5 pouces) chez la plus grande espèce, P. giganteum. P. magnum, qui était auparavant considérée comme la plus grande espèce, est proche de P. giganteum en taille avec une rangée de dents mesurant 208.6 mm (8,21 pouces).  On estime que P. medium avait la taille d'un tapir subadulte d'Amérique du Sud ( Tapirus terrestris ), plus grand que Plagiolophus minor, de la taille d'un chevreuil. Le squelette de P. magnum Mormoiron démontre que les individus auraient pu atteindre environ 1.3 m (4 pieds 3 pouces) à hauteur d'épaule et 2.52 m (8 pieds 3 pouces) de longueur. De plus, sa tête et son cou mesurent ensemble 1.04 m (3 pieds 5 pouces) et son membre antérieur (humérus au sabot) mesure également 1.04 m (3 pieds 5 pouces) de longueur.
En 2015, Remy a calculé la masse corporelle de plusieurs espèces de périssodactyles européens de l'Éocène sur la base d'une formule initialement proposée par Christine M. Janis en 1990. Il a estimé que la petite espèce P. lautricense pouvait peser seulement 36 kg (79 lb) . P. siderolithicum aurait pu avoir un poids moyen d'environ 61 kg (134 lb) . P. aff. ruetimeyeri aurait pu avoir une masse corporelle plus importante de 196 kg (432 lb) tandis que P. pomeli a été estimé à 206 kg (454 lb) . On a estimé que P. castrense robiacense était beaucoup plus lourd, à 447 kg (985 lb). Selon Piere Perales-Gogenola et al. en 2022, la plus grande espèce P. giganteum aurait pu avoir un poids corporel supérieur à 700 kg (1 500 lb). MacLaren et Naewelaerts ont proposé une estimation de poids légèrement inférieure de 240.3 kg (530 lb) pour la grande espèce P. magnum.